# Plebejus caeruleocuneata
Plebejus caeruleocuneata är en fjärilsart som beskrevs av Ebert 1911. Plebejus caeruleocuneata ingår i släktet Plebejus och familjen juvelvingar. Inga underarter finns listade i Catalogue of Life.